# Карл Вильгельм Фридрих (маркграф Бранденбург-Ансбаха)
Карл Вильгельм Фридрих Бранденбург-Ансбахский (нем. Karl Wilhelm Friedrich von Brandenburg-Ansbach; 12 мая 1712, Ансбах — 3 августа 1757, Гунценхаузен) — маркграф Ансбахского княжества в 1729—1757 годах.

## Биография
Карл Вильгельм Фридрих — сын маркграфа Вильгельма Фридриха Бранденбург-Ансбахского и его супруги Кристианы Шарлотты Вюртемберг-Виннентальской. В первые годы регентом при несовершеннолетнем маркграфе выступала его мать.
Карл Вильгельм Фридрих женился на Фридерике Луизе Прусской (1714—1784), дочери короля Пруссии Фридриха Вильгельма I. У супругов родились сыновья Карл (1733—1737), умерший малолетним, и Карл Александр Бранденбург-Ансбахский (1736—1806). Карл Вильгельм Фридрих был типичным абсолютным монархом своего времени и держал роскошный двор. Своему единственному официальному наследнику он оставил долгов на 2,3 млн рейхсталеров. Карл Вильгельм Фридрих был заядлым охотником и особенно увлекался соколиной охотой. Только на охотничьи забавы маркграф тратил 10 % бюджета княжества. Увлечение охотой привело и к другого рода последствиям: любовница маркграфа, дочь сокольничего Элизабет Вюнш (1710—1757) родила ему четверых детей, двоих сыновей и двух дочерей. Маркграф оказывал своим незаконнорождённым детям финансовую поддержку и подарил сыновьям по несколько замков и обеспечил баронскими титулами фон Фалькенхаузен. Маркграф Карл Вильгельм Фридрих развил в княжестве бурное строительство: реставрировал Ансбахский дворец и построил два замка. За период его правления в Ансбахе появилось 56 новых церквей. Умер от удара.